# 熊泉
熊泉（德语：Bärenbrunnen）是一尊重建的战前喷泉，位于波兰弗罗茨瓦夫旧市政厅的南墙边。
最初的青铜喷泉是恩斯特·莫里茨·盖格（Ernst Moritz Geyger）于1902年制作的。1904年8月17日，它被放置在市政厅的一个小石池中，熊嘴里的水流入其中。1945年布雷斯劳围城战期间，这尊雕像不知所踪。马切伊·拉吉耶夫斯基（Maciej Łagiewski）和弗罗茨瓦夫射击兄弟会发起重建雕像。由雷扎德·扎莫尔斯基（Ryszard Zamorski）重建的雕塑在市政厅旁，重270公斤、高1.5米，与原作非常相似，于1998年6月18日揭幕。青铜铸件由格利维采的技术设备工厂制作，资金来自弗罗茨瓦夫皮亚斯特啤酒厂。